# Mixstafett vid världsmästerskapen i skidskytte 2013
Mixstafetten vid skidskytte‐VM 2013 avgjordes torsdagen den 7 februari 2013 med start klockan 17.30 (CET) i Nové Město na Moravě i Tjeckien.
Detta var skidskyttarnas första tävling på mästerskapen. Distansen var 2 × 6 + 2 × 7,5 km. Först körde två damer två sträckor var på 6 km och därefter körde två herrar de två resterande sträckorna på 7,5 km. Det var totalt åtta skjutningar: fyra liggande + fyra stående. Varje åkare hade fem ordinarie skott + tre extraskott per skjuttillfälle. Om det fanns icke träffade prickar kvar efter totalt åtta avlossade skott bestraffades laget med straffrunda (-or).
Guldmedaljörer blev Norge som vann med 20 sekunder före silvermedaljörerna Frankrike. Hemmanationen Tjeckien blev trea.

## Tidigare världsmästare i mixstafett
| År   | Ort             | Mästare   |
| ---- | --------------- | --------- |
| 2007 | Antholz         | Sverige   |
| 2008 | Östersund       | Tyskland  |
| 2009 | Pyeongchang     | Frankrike |
| 2010 | Chanty-Mansijsk | Tyskland  |
| 2011 | Chanty-Mansijsk | Norge     |
| 2012 | Ruhpolding      | Norge     |

## Resultat
| Placering | Land      | Namn                                                                 | Tid       | Straffrundor + extraskott | Straffrundor + extraskott                               | Straffrundor + extraskott |
| Placering | Land      | Namn                                                                 | Tid       | Totalt                    | Individuellt (Ligg – Stå)                               |                           |
| --------- | --------- | -------------------------------------------------------------------- | --------- | ------------------------- | ------------------------------------------------------- | ------------------------- |
| 1         | Norge     | Tora Berger Synnøve Solemdal Tarjei Bø Emil Hegle Svendsen           | 1.12.04,9 | 0 + 4                     | 0 + 0 – 0 + 0 0 + 0 – 0 + 2 0 + 1 – 0 + 0 0 + 0 – 0 + 1 |                           |
| 2         | Frankrike | Marie-Laure Brunet Marie Dorin Habert Alexis Bœuf Martin Fourcade    | + 20,0    | 0 + 8                     | 0 + 0 – 0 + 2 0 + 1 – 0 + 2 0 + 0 – 0 + 2 0 + 0 – 0 + 1 |                           |
| 3         | Tjeckien  | Veronika Vítková Gabriela Soukalová Jaroslav Soukup Ondřej Moravec   | + 32,3    | 0 + 5                     | 0 + 2 – 0 + 1 0 + 1 – 0 + 0 0 + 0 – 0 + 1 0 + 0 – 0 + 0 |                           |
| 4         | Italien   | Dorothea Wierer Karin Oberhofer Dominik Windisch Lukas Hofer         | + 58,4    | 0 + 4                     | 0 + 0 – 0 + 0 0 + 1 – 0 + 1 0 + 0 – 0 + 0 0 + 0 – 0 + 2 |                           |
| 5         | Slovenien | Andreja Mali Teja Gregorin Klemen Bauer Jakov Fak                    | + 1.07,1  | 0 + 6                     | 0 + 0 – 0 + 1 0 + 0 – 0 + 0 0 + 2 – 0 + 2 0 + 0 – 0 + 1 |                           |
| 6         | Ryssland  | Olga Zajtseva Olga Viluchina Anton Sjipulin Dmitrij Malysjko         | + 1.26,5  | 1 + 9                     | 0 + 0 – 0 + 1 0 + 1 – 0 + 0 0 + 3 – 0 + 0 1 + 3 – 0 + 1 |                           |
| 7         | Slovakien | Jana Gereková Anastasija Kuzmina Pavol Hurajt Matej Kazár            | + 1.32,7  | 0 + 8                     | 0 + 0 – 0 + 1 0 + 1 – 0 + 2 0 + 1 – 0 + 0 0 + 3 – 0 + 0 |                           |
| 8         | USA       | Annelies Cook Susan Dunklee Lowell Bailey Leif Nordgren              | + 1.32,8  | 0 + 7                     | 0 + 0 – 0 + 3 0 + 0 – 0 + 1 0 + 2 – 0 + 0 0 + 1 – 0 + 0 |                           |
| 9         | Ukraina   | Julija Dzjyma Natalja Burdyga Andrij Deryzemlja Serhij Sednjev       | + 1.50,9  | 1 + 8                     | 0 + 0 – 0 + 2 0 + 0 – 0 + 1 1 + 3 – 0 + 1 0 + 1 – 0 + 0 |                           |
| 10        | Polen     | Krystyna Pałka Magdalena Gwizdoń Łukasz Szczurek Krzysztof Pływaczyk | + 1.53,8  | 0 + 7                     | 0 + 1 – 0 + 0 0 + 2 – 0 + 1 0 + 0 – 0 + 1 0 + 0 – 0 + 2 |                           |